# پلنی
پلنی (انگلیسی: Pelni) شرکت دولتی ترابری دریایی اندونزیایی است، که در سالذ۱۹۵۲ تأسیس شد.